# Kadenang Ginto
Kadenang Ginto è una serie televisiva filippina trasmessa su ABS-CBN dall'8 ottobre 2018 al 7 febbraio 2020.

## Trama
Questa è la storia di Romina Andrada, una segretaria trasformata in moglie del magnate degli affari Robert Mondragon, che la sposò nonostante fosse stata violentata e stava trasportando la figlia dell'aggressore. Sconosciuto a Romina, era Daniela, la figlia di Robert, che aveva orchestrato il suo rapimento, proprio prima di sedurre il fidanzato di Romina, Carlos Bartolome. Con le loro vite intrecciate, le loro figlie, Cassie e Marga, sono fatte per combattere su chi sia l'erede legittima dell'impero di Robert.

## Personaggi

### Personaggi principali
- Cassandra "Cassie" A. Mondragon, interpretata da Francine Diaz
- Margaret "Marga" M. Bartolome, interpretata da Andrea Brillantes
- Romina Andrada-Mondragon, interpretata da Beauty Gonzalez
- Roberto "Robert" Mondragon, interpretato da Albert Martinez
- Daniela "Dani" Mondragon-Bartolome, interpretata da Dimples Romana
- Carlos Bartolome, interpretato da Adrian Alandy
- Leonardo "Leon" Herrera, interpretato da Richard Yap

### Personaggi secondari
- Nicolas "Kulas" Bartolome, interpretato da Ronnie Lazaro
- Esther Magtira, interpretata da Susan Africa
- Alvin Mangubat, interpretato da Eric Fructuoso
- Avvocato Bernard Tejada, interpretato da Arnold Reyes
- Savannah Rosales, interpretata da Kim Molina
- Juanita Galvez, interpretata da Angelina Kanapi
- Jepoy Marilet, interpretato da Josh Ivan Morales
- Poliziotto Jude Bartolome, interpretato da Luke Conde
- Gino Bartolome, interpretato da Nikko Natividad
- Bonita Marilet, interpretata da Kat Galang
- Neil Andrada, interpretato da Adrian Lindayag
- Kristoff "Tope" Tejada, interpretato da Kyle Echarri
- Fatima Paterno, interpretata da Bea Basa
- Leslie Joy "LJ" Catacutan, interpretato da Julie Esguerra
- Nadya Ricaforte, interpretata da Danica Ontengco
- Nica de Guzman, interpretata da CJ de Guzman
- Maureen Gatchalian, interpretata da Bea Borres
- Myrna Bartolome, interpretata da Aleck Bovick
- Jessa Trinidad, interpretata da Sheree Bautista
- Hector Mangubat, interpretato da Joko Diaz
- Roxanne "Roxy" Mangubat, interpretata da Criza Taa
- Michael "Mikoy" Sarmiento, interpretato da Seth Fedelin
- Felix, interpretato da Benj Manalo
- Trina, interpretata da Abby Bautista

## Colonna sonora
- Nasa Puso – Janine Berdin (tema principale)